# 태풍 린파 (2009년)
태풍 린파(태풍 번호: 0903, JTWC 지정 번호: 03W, 국제명:LINFA)는 북서태평양에서 발생한 2009년의 제3호 태풍이다. 태풍 린파는 필리핀 북서쪽 해상에서 발생해 대만과 중국에 영향을 끼친 후 소멸하였다. 이후 남은 잔해가 러시아 캄차카반도 동쪽 먼 해상까지 도달하였다.

## 태풍의 진행

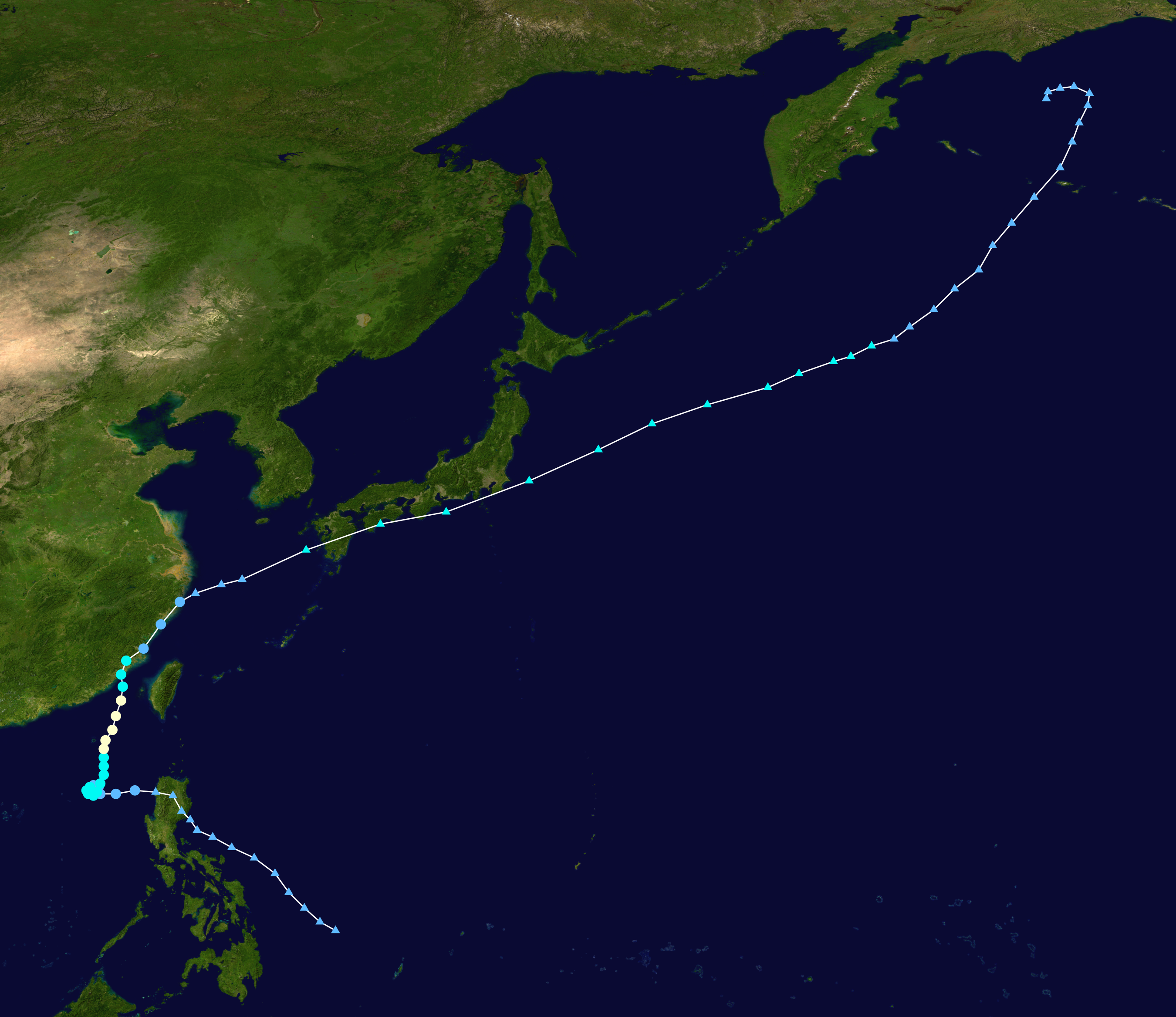
태풍 린파의 이동 경로

6월 10일부터 미국 합동태풍경보센터(JTWC)는 팔라우 남동쪽 약 140 km (85 mi) 해상에서 발생한 상승기류를 주시하기 시작했다. 이후 대체로 태풍의 발생을 억제하는 강한 윈드 시어가 저기압대를 더욱 확장시켰다. 저기압대는 북서쪽으로 이동하면서 6월 14일, 일본 기상청(JMA)이 열대 저기압으로 지정하였다.
6월 14일 후에, JTWC는 열대저기압 발생 경고령(TCFA)을 내렸으나 몇 시간 뒤에 약화되면서 해제되었다. 또한 JMA도 열대 저기압의 예보를 중단하였다. 세력이 약해진 열대 저기압은 필리핀 루손섬 북부를 가로질러 간 후에 다시 강해져 상승기류가 발생하기 시작했다. 열대 저기압이 다시 강력해지자 6월 17일 오전에 JTWC는 열대저기압 발생 경고령을 다시 발령하였다. 이 시기에 열대 저기압은 고정적인 상태를 유지하였고 대만 가오슝시 남서남쪽 약 705 km (440 mi) 부근 해상에 위치해있을 때 JMA는 다시 열대 저기압 03W으로 승격시켰다. 6월 17일에 JTWC가 열대 폭풍으로 승격시켰고 6월 18일에는 JMA가 열대 폭풍의 단계로 올린 다음 '린파(LINFA)'의 이름을 부여하였다.
6월 19일 정오에 린파는 강한 열대폭풍의 단계까지 발달하였고 위성 사진으로 태풍의 눈이 관측되었다. 아주 느린 속도로 북진하였던 린파는 계속해서 강력해져 6월 20일, JTWC는 드디어 태풍의 단계로까지 승격시키게 된다. 이 때 중심기압은 975 hPa로 관측되었다.
6월 20일 이후 태풍의 눈에 위치한 상승기류가 눈에 띄게 약화하기 시작해 위성사진에서도 태풍의 눈을 볼 수 없게 되었다. 그러나 다시 강력해진 린파는 예상했던 진로보다 더 북쪽으로 향한 후에 6월 21일, 육지와 마찰을 일으켜 세력이 약해져 열대 폭풍으로 격하되었다. 또한 몇 시간 뒤에 열대 저기압의 단계까지 하락했고 중국 남동부 해안가에서 6월 22일, 소멸되었다.
태풍 린파(LINFA)는 마카오에서 제출하였으며, 연꽃을 의미한다.

## 태풍의 시간별 정보
아래 표는 대한민국 기상청(KMA)의 자료에 의한 것임.
| 형태          | 날짜 및 시간 (UTC) | 위도 (°N) | 경도 (°E) | 이동속도 (km/h) | 기압 (hPa) | 최대풍속 (m/s) |
| ------------- | ------------------ | --------- | --------- | --------------- | ---------- | -------------- |
| 열대폭풍      | 6월 18일 6시       | 17.6      | 116.3     | 6               | 996        | 18.0           |
| 열대폭풍      | 6월 18일 12시      | 17.6      | 116.3     | 1               | 994        | 18.0           |
| 열대폭풍      | 6월 18일 18시      | 17.5      | 116.3     | 2               | 994        | 18.0           |
| 열대폭풍      | 6월 19일 0시       | 17.6      | 116.9     | 11              | 994        | 18.0           |
| 열대폭풍      | 6월 19일 6시       | 18.2      | 117.3     | 7               | 990        | 23.0           |
| 강한 열대폭풍 | 6월 19일 12시      | 19.3      | 117.1     | 21              | 985        | 26.0           |
| 강한 열대폭풍 | 6월 19일 18시      | 19.8      | 116.9     | 10              | 985        | 26.0           |
| 강한 열대폭풍 | 6월 20일 0시       | 20.1      | 116.9     | 6               | 980        | 31.0           |
| 강한 열대폭풍 | 6월 20일 6시       | 20.5      | 117.1     | 9               | 980        | 31.0           |
| 태풍          | 6월 20일 12시      | 21.1      | 117.6     | 9               | 975        | 34.0           |
| 강한 열대폭풍 | 6월 20일 18시      | 21.8      | 118.1     | 15              | 980        | 31.0           |
| 강한 열대폭풍 | 6월 21일 0시       | 22.6      | 118.2     | 15              | 985        | 26.0           |
| 강한 열대폭풍 | 6월 21일 6시       | 23.4      | 118.2     | 15              | 985        | 26.0           |
| 강한 열대폭풍 | 6월 21일 12시      | 24.1      | 118.4     | 14              | 985        | 26.0           |
| 열대폭풍      | 6월 21일 18시      | 24.8      | 118.5     | 14              | 992        | 22.0           |
| 열대폭풍      | 6월 22일 0시       | 26.2      | 119.3     | 30              | 996        | 19.0           |
| 열대저압부    | 6월 22일 6시       | 27.1      | 120.4     | 30              | 1000       |                |

## 대비와 피해
태풍 린파는 필리핀에 직접적인 피해를 입히지 않을 것으로 예보되었으나 린파의 외부 반경에 위치해있던 구름으로 인해 루손섬 북서부 해안가에 많은 양의 비를 내리게 했다. 6월 20일에는 타이완 중앙 기상청이 24시간 강수량이 130 mm를 넘을 것으로 판단, 대만 대부분의 지역에 폭우 경보를 발령하였다. 이로 인해 타이완의 해변가는 거의 문을 닫았고 지방자치단체에서 공공피난처의 공급이 원활하게 이루어질 수 있도록 대처하였다. 이날 후에 3단계 주의보가 광둥성 동부와 푸젠성 남부에 발령되었고 해당된 지방자치단체에서 비상대책계획을 수립하였다.
6월 21일에는 샤먼시의 항구에 일시적으로 폐쇄조치가 내려졌고 린파가 지역을 통과하고 난 후에 다시 개방하였다. 육지에서는 공공 기관과 학교들이 문을 닫게 되었고 공무원들은 푸젠성의 주민들 1000만명을 대상으로 태풍에 대비하라는 문자 메시지를 발송했다. 또한 푸젠 성의 해안가 거주민 약 16만명을 대피시켰다. 타이완에서 태풍 린파로 인해 총 167편의 비행편이 취소되거나 지연되었다. 홍콩에서는 6월 20일에 잠시동안 태풍 린파의 영향을 받았다.
6월 21일에 대만 남부 해상에 위치한 498톤 규모의 유조선, '콜롬보 퀸 (Colombo Queen)'이 5.6 m (18 ft)의 파도로 좌초되었다. 수색작업에 나선 사람들은 폭풍 속에서 배에 접근하는 것이 불가능했다. 기름은 유출되지 않은 것으로 파악되었지만 인근의 산호초들이 파괴되었다. 린파가 지나간 후에서야 구조자들은 배에 탑승해있던 9명의 승무원들을 발견하였다. 당시 유조선의 기름 39,000리터를 육지로 옮기려먼 1주가 넘는 시간이 걸릴 것이라고 예상되었다.
대만에서는 2명이 떨어지는 나무에 맞아서 숨졌고 2명의 승려들이 행사 중 붕괴된 담에 맞아 사망하였다. 또한 소년 1명이 급류에 휩쓸려 숨졌고 6명의 등산객들은 실종되었다. 타이난시 장쥔구 505명의 주민들에게 공급되는 전기가 공급 중단이 되었고 6월 21일까지 대만 남동부 지역에서 평균 150 mm의 강수량이 관측되었다. 그 때 가장 강수량이 많이 관측된 곳은 350 mm의 비가 쏟아졌던 타이둥시였으나 6월 22일까지 계속된 비로 인해 고립된 지역에서는 450 mm의 폭우가 내렸다. 대만은 농업 피해가 심했으며 총 4억 신 대만  달러(1,210만 달러)의 피해액이 집계되었다.
중국 푸젠성 남부에 위치한 진먼 현에서는 50그루의 나무가 떨어졌고 6개의 광고게시판이 파괴되었으며 2집에서 지붕이 날아가버렸다. 중국에서 린파로 인해 강수량이 가장 많이 관측된 곳에서는 488.1 mm의 비가 내렸으며 홍콩에도 3일 연속 100 mm가 넘는 비가 이어졌다. 중국 내륙에서 산사태로 인해 1명이 숨졌으며 홍수로 인해 100채의 집을 파괴되었고 1만채의 집이 침수되었으며 32,000 헥타르에 달하는 농지 또한 물에 잠겼다. 타오위안 마을에서는 1시간 강수량이 191 mm을 기록해 200년간의 기록이 깨져버렸다. 광둥성의 메이저우 시에서는 9시간 강수량이 413.7 mm을 기록했는데 이 수치는 이 지역에서 100년 동안 관측된 양을 뛰어넘은 것이 되었다. 362채의 집이 파괴되었고 사회 기반시설은 심각하게 파괴되었다. 중국에서는 약 2000만명이 린파로 인해 영향을 받았고 피해액은 6억 4100만 중국 위안(9380만달러)이 집계되었다.

## 같이 보기
- 2009년 태풍